# Belvès
Belvès era una comuna francesa situada en el departamento de Dordoña, de la región de Nueva Aquitania, que el 1 de enero de 2016 pasó a ser una comuna delegada de la comuna nueva de Pays-de-Belvès al fusionarse con la comuna de Saint-Amand-de-Belvès.

## Historia
En 1973, la antigua comuna de Fongalop fue fusionada con la de Belvès. 

## Demografía
| Gráfica de evolución demográfica de Belvès entre 1800 y 2013 |
|                                                              |

Los datos demográficos contemplados en este gráfico de la comuna de Belvès se han cogido de 1800 a 1999 de la página francesa EHESS/Cassini, y los demás datos de la página del INSEE.

## Lugares de interés
- Castillo de Belvès, del siglo XVI
- Casas góticas
- Vestigios de un antiguo monasterio templario